# Guanyun
Guanyun, tidigare romaniserat Kwanyün, är ett härad i Jiangsu-provinsen i östra Kina.